# Krynki
Krynki – miasto w Polsce, w województwie podlaskim, w powiecie sokólskim, siedziba gminy miejsko-wiejskiej Krynki.
Krynki uzyskały lokację miejską przed 1518 rokiem, zdegradowane w 1950 roku, ponowne nadanie praw miejskich w 2009 roku. Miasto królewskie lokowane przed 1518 rokiem, położone było w powiecie grodzieńskim województwa trockiego Wielkiego Księstwa Litewskiego.
Miejscowość była miejscem obrad sejmików ziemskich województwa mścisławskiego w 1659 roku. Od 1834 roku do 1939 roku pozostawała w prywatnych rękach rodziny de Virionów herbu Leliwa.
W latach 1975–1998 miasto administracyjnie należało do województwa białostockiego.

## Historia
W 1429 roku zbudowano dwór książęcy przy drodze z Krakowa do Grodna. W 1434 roku w kryńskim dworze zorganizowano spotkanie Władysława Jagiełły z wielkim księciem litewskim Zygmuntem Kiejstutowiczem. W 1509 roku Zygmunt Stary nadał Krynkom herb, a w roku 1522 ufundował kościół. Prawa miejskie nadano w roku 1569 (bądź potwierdzono prawa nadane w początku wieku). Miasto rozwijało się dynamicznie. Pod koniec XVI wieku rozróżniano Stare i Nowe Miasto, powstawały wsie – przedmieścia. Krynki znajdowały się w ekonomii grodzieńskiej.
Przez Krynki wielokrotnie przechodziły rozmaite wojska. W 1706 roku, podczas wojny północnej w mieście zatrzymał się król Szwecji Karol XII.
W Krynkach od początku XVI wieku zaczęli osiedlać się Żydzi. Otrzymali w 1639 roku przywilej na założenie synagogi, cmentarza i mykwy, a także na rozwijanie handlu, budowę oberż i produkcję alkoholu. W 1789 roku w mieście mieszkało ok. 700 Żydów. Miejscowa gmina żydowska była większa od białostockiej i należała do najliczniejszych w tej części kraju. W II poł. XVIII wieku administratorem ekonomii grodzieńskiej został słynny reformator, podskarbi Antoni Tyzenhauz. Dzięki niemu przebudowano miasto nadając mu oryginalny układ przestrzenny z sześciobocznym rynkiem (placem gwiaździstym) oraz dwunastoma ulicami promieniście zeń wybiegającymi. Układ ten zachował się do dziś i jest to jedyny taki rynek w Polsce. Po rozbiorach Polski Krynki znalazły się na terenie Imperium Rosyjskiego (zabór rosyjski).
Syn Karola Józefa de Virion, Jan Tadeusz Feliks Wincenty, były podkomorzy grodzieński i kawaler orderu św. Włodzimierza, aktem kupna sprzedaży z dnia 28 czerwca 1834 roku, nabył część majątku Krynki, należącą wcześniej do Iwana Sokołowa, wraz ze znajdującym się tam dworem. Majętność zbywali spadkobiercy Sokołowa (on sam prawdopodobnie już nie żył), którym dobra kryńskie przypadły po ojcu na mocy testamentu, potwierdzonego 17 lipca 1830 roku. Krynki pozostawały prywatną własnością de Virionów przez następnie 105 lat. 
Na terenie jego majątku Jana Tadeusza znajdował się browar z gorzelnią. Gorzelnictwo było ważnym źródłem dochodów majątku, dlatego już w roku 1862, Jan de Virion przystąpił do budowy nowej gorzelni. Zbyt na produkowany alkohol zapewniały cztery własne karczmy, znajdujące się w różnych punktach miasta Krynki. Zakład, w którym pracowało sześciu robotników, oddawany był w zarząd różnym osobom.
W XIX wieku rozwinął się w mieście przemysł. Powstawały manufaktury włókiennicze, głównie za sprawą Żydów i Niemców z Królestwa Polskiego. Największa była manufaktura Lipharta (założona w 1860 roku) zatrudniająca 106 pracowników. Rozwój przemysłu spowodował szybki wzrost liczby mieszkańców – do 3336 w 1878 roku. Ponad 80% stanowili Żydzi. Kryzys ekonomiczny lat 80. XIX wieku spowodował upadek włókiennictwa, natomiast przyczynił się do rozwoju garbarstwa. Liczba mieszkańców stale rosła, osiągając 10 000 w 1914 roku (90% stanowili Żydzi). Powstały liczne organizacje żydowskie. W Krynkach działało kilkanaście chederów (podstawowych szkół religijnych) i jedna jesziwa (szkoła średnia).
Na przełomie XIX i XX wieku w miasteczku rozwinął się silny ruch robotniczy, miasto stało się ogniskiem zapalnym ruchów strajkowych, w których wzięli udział polscy i żydowscy robotnicy. W 1905 roku garbarze kryńscy zorganizowali strajk powszechny, w wyniku którego robotnicy na kilka dni przejęli władzę nad miastem (wydarzenie określane mianem „republiki kyńskiej/kryneckiej”).
Po I wojnie światowej miasto odbudowywało się z trudem. Duża grupa Żydów wyjechała do Ameryki i Palestyny. Liczba ludności zmalała o połowę. W 1920 roku, już po odzyskaniu niepodległości przez Polskę, Krynki znalazły się na terenie powiatu grodzieńskiego położonego w województwie białostockim.

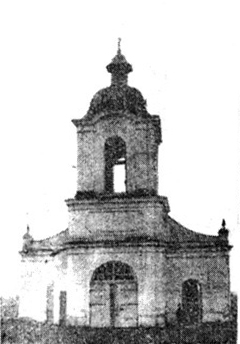
Dzwonnica bramna kościoła św. Anny w 1931 r.

Według Powszechnego Spisu Ludności z 1921 roku miasto zamieszkiwało 5206 osób, wśród których 886 było wyznania rzymskokatolickiego, 801 prawosławnego, 6 ewangelickiego, 1 greckokatolickiego a 3495 mojżeszowego, 3 mahometan i 17 bezwyznaniowców. Jednocześnie 1083 mieszkańców zadeklarowało polską przynależność narodową, 703 białoruską, 3400 żydowską, 17 rosyjską, 1 gruzińską, 1 litewską i 1 niemiecką. Były tu 734 budynki mieszkalne.
W latach 1928-1939 właścicielem majątku w Krynkach był Józef Marian de Virion, syn Włodzimierza (ur. w 1903 r.). Okres jego gospodarowania przyniósł ciężką sytuację finansową majątku, związaną z kryzysem ekonomicznym w kraju. W celu zapobieżenia licytacjom i utraty mienia w 1928 roku Józef Marian dwukrotnie zaciągnął pożyczkę w Wileńskim Banku Ziemskim na sumę kilkunastu tysięcy dolarów. Od chwili objęcia majątku postępował proces parcelacji i wyprzedaży gruntów. W latach 1929-1930 z majątku Józefa Viriona rozparcelowano ponad 40 ha ziemi na uzupełnienie gospodarstw małorolnych i ok. 90 ha sprzedano. Przed rokiem 1932 gospodarstwo, założone na wzgórzu morenowym za drogą do Ostrowa, odstąpiono Żydowi – Boruchowi Ajonowi, właścicielowi garbarni przy ul. Granicznej w Krynkach i kamienicy przy rynku. Nowy właściciel wszedł w posiadanie 100 ha ziemi, domu mieszkalnego i budynków gospodarczych, zlokalizowanych na szczycie wzniesienia.
Do drugiej wojny światowej w tym miejscu funkcjonował majątek Ajonowo. Sprzedażą gruntów z fortuny Józefa Mariana de Viriona zajmował się zarządca dóbr, Jerzy Komorowski, posiadający do tego pełnomocnictwo właściciela, co potwierdzają akty notarialne. Sam Józef Marian de Virion mieszkał z rodziną w Warszawie, gdzie pracował jako doradca i ekspert w Ministerstwie Spraw Wojskowych. Do Krynek przyjeżdżał na wypoczynek i w celu doglądania spraw majątkowych. Był ostatnim właścicielem majątku Krynki.
W czasie kampanii wrześniowej stacjonowała tu 13 eskadra towarzysząca.
Po dwuletniej okupacji radzieckiej, w czerwcu 1941 roku miasto zajęli Niemcy. 21 grudnia 1941 roku okupanci utworzyli getto. Przeszło przez nie ok. 6 tys. Żydów. 2 listopada 1942 roku ok. 5 tys. Żydów z Krynek wywieziono do obozu przejściowego w Kiełbasinie pod Grodnem. Getto szczątkowe zlikwidowano 24 stycznia 1943 roku. Kryneccy Żydzi trafili do obozu zagłady w Treblince.
Między 21 a 24 lipca 1944 roku wojska 35 Korpusu Strzeleckiego 3 Armii Radzieckiej dowodzone przez generała majora Wiktora Żołudiewa toczyły walki o zdobycie umocnionego węzła obrony niemieckiej w Krynkach i okolicach. W trakcie inspekcji pierwszej linii atakujących wojsk pojazdy dowództwa korpusu dostały się pod ogień niemieckiej artylerii w wyniku czego poległ dowódca korpusu i kilkunastu towarzyszących mu oficerów i żołnierzy. W wyniku walk 35 Korpus Strzelecki wsparty przez siły 40 Korpusu Strzeleckiego generała porucznika Władimira Kuzniecowa zdobył miasto.
Zniszczone w większej części miasto nigdy nie odzyskało dawnej świetności. W 1950 roku odebrano mu prawa miejskie, które przywrócono w 2009 roku. Mieszkańcy Krynek trudnią się głównie rolnictwem. Miejscowość jest znana w regionie z produkcji wody źródlanej. Współcześnie Krynki są zamieszkałe niemal wyłącznie przez Polaków, którzy stanowią ponad 96% mieszkańców Krynek.
W Krynkach mieszkał pisarz polsko-białoruski Sokrat Janowicz. Z Krynek pochodził także polski malarz Andrzej Szonert.
W miejscowości urodziła się także tworząca w jidysz poetka i pisarka Sara Fel-Jelin.
Honorowym obywatelem Krynek jest Tomasz Miśkiewicz.

## Demografia

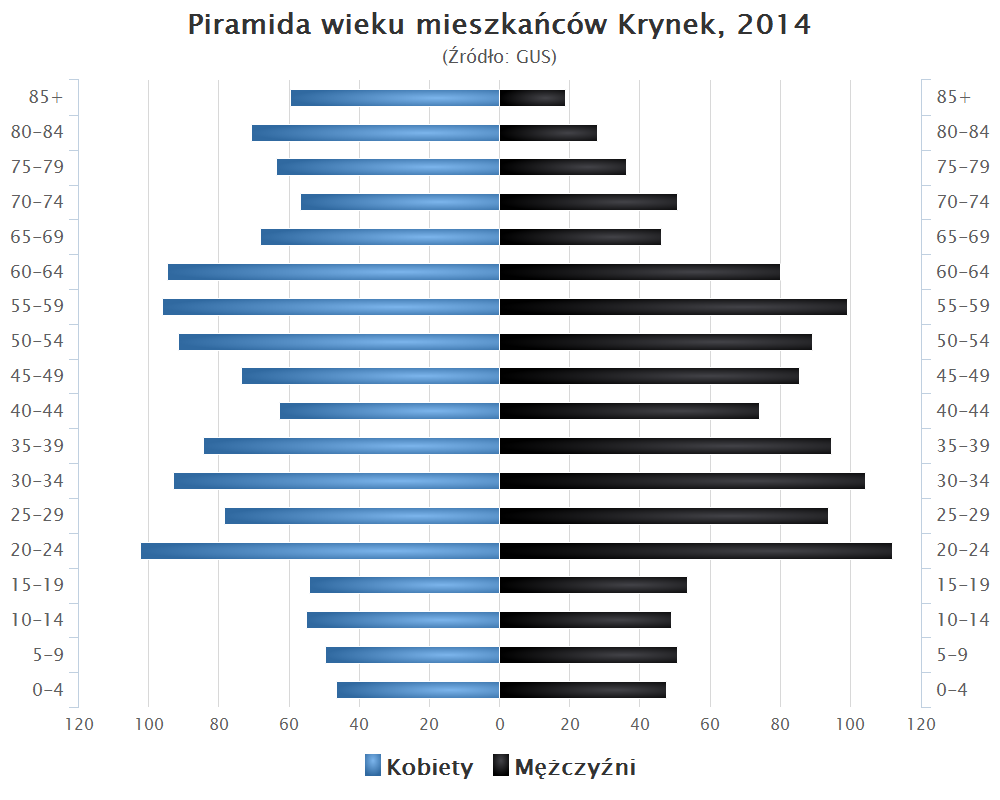
Piramida wieku mieszkańców Krynek w 2014 roku

## Zabytki
- cerkiew prawosławna pw. Narodzenia Bogarodzicy – parafialna, murowana, zbudowana w 1864
- kościół katolicki pw. św. Anny – parafialny wzniesiony w latach 1907–1913 wg projektu Stefana Szyllera
- dzwonnica bramna z XVIII wieku – najstarsza budowla Krynek
- cmentarz żydowski
- kaplica prawosławna pw. św. Antoniego – cmentarna, drewniana
- Synagoga chasydów ze Słonimia – zbudowana w drugiej połowie XIX wieku, obecnie magazyn, jedna z nielicznych zachowanych, wolno stojących bożnic chasydzkich w Polsce.
- Synagoga Kaukaska – zbudowana w 1850, obecnie Gminny Ośrodek Kultury i Sportu.
- Wielka Synagoga – obecnie pozostałości ruin.

W centralnej części Krynek znajduje się oryginalne, jedyne takie w Polsce i jedno z dwóch na świecie (drugie w Paryżu) rondo, od którego odchodzi promieniście 12 ulic.

## Galeria

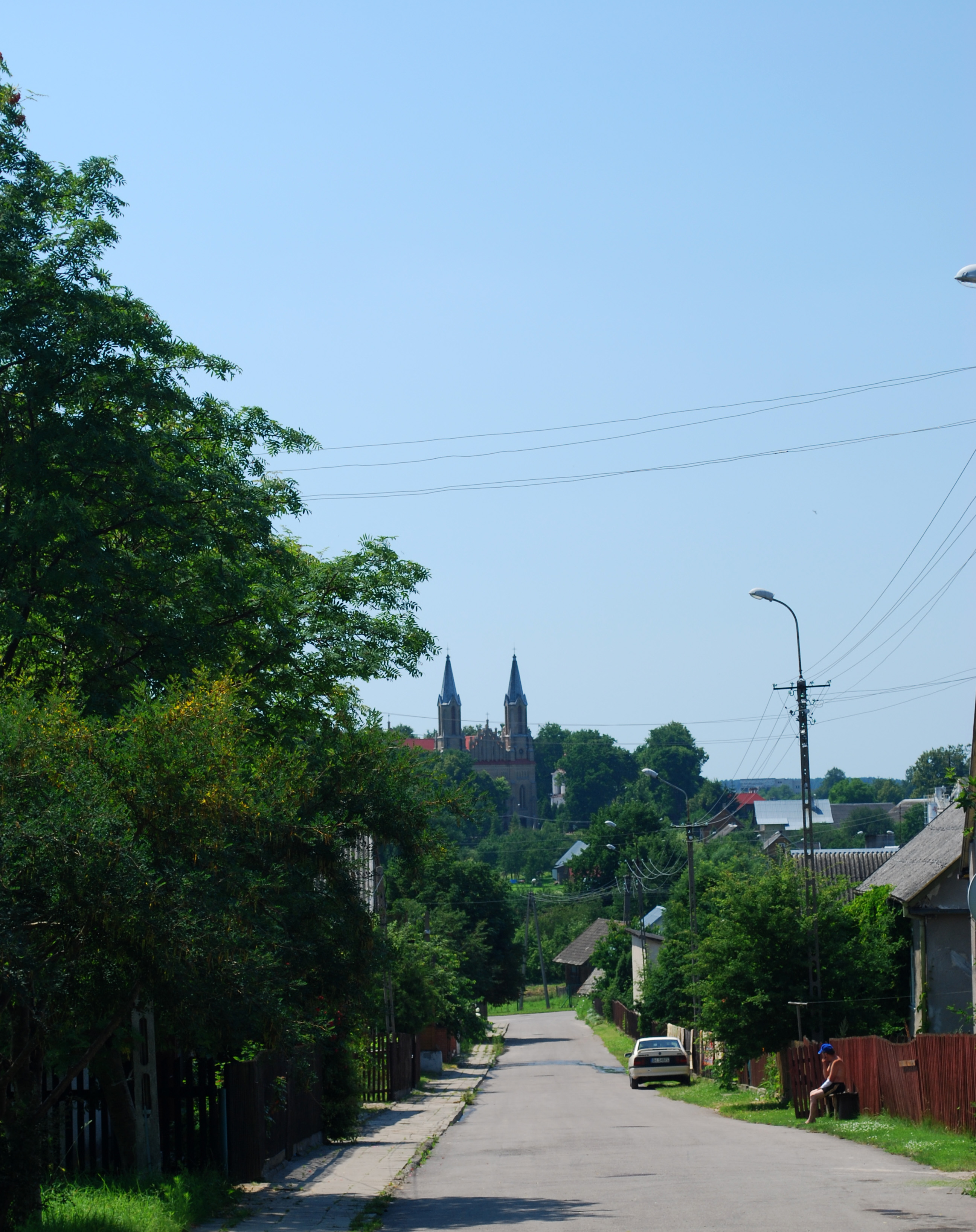
Ulica Grochowa
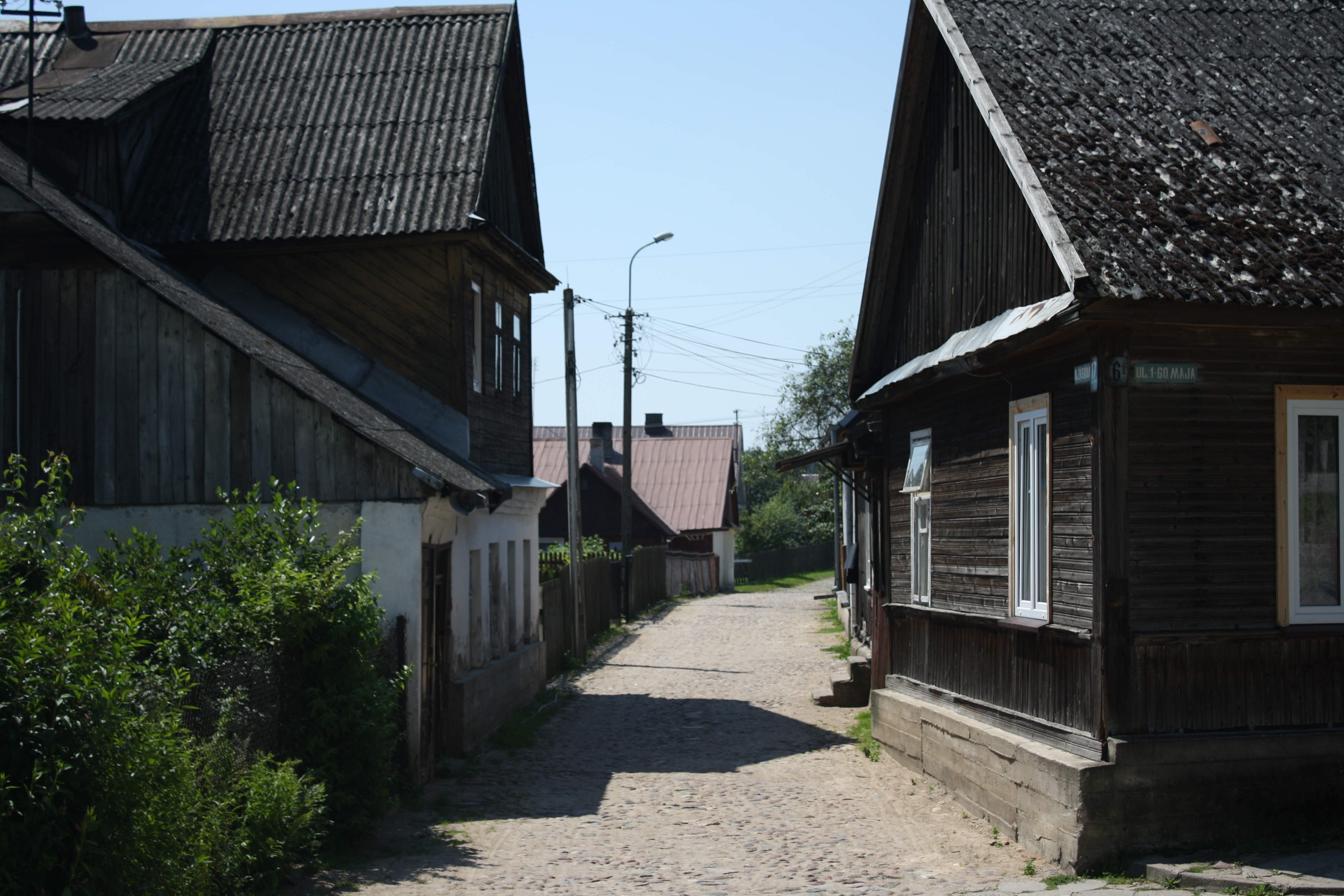
Ulica Zaułek Szkolny w Krynkach
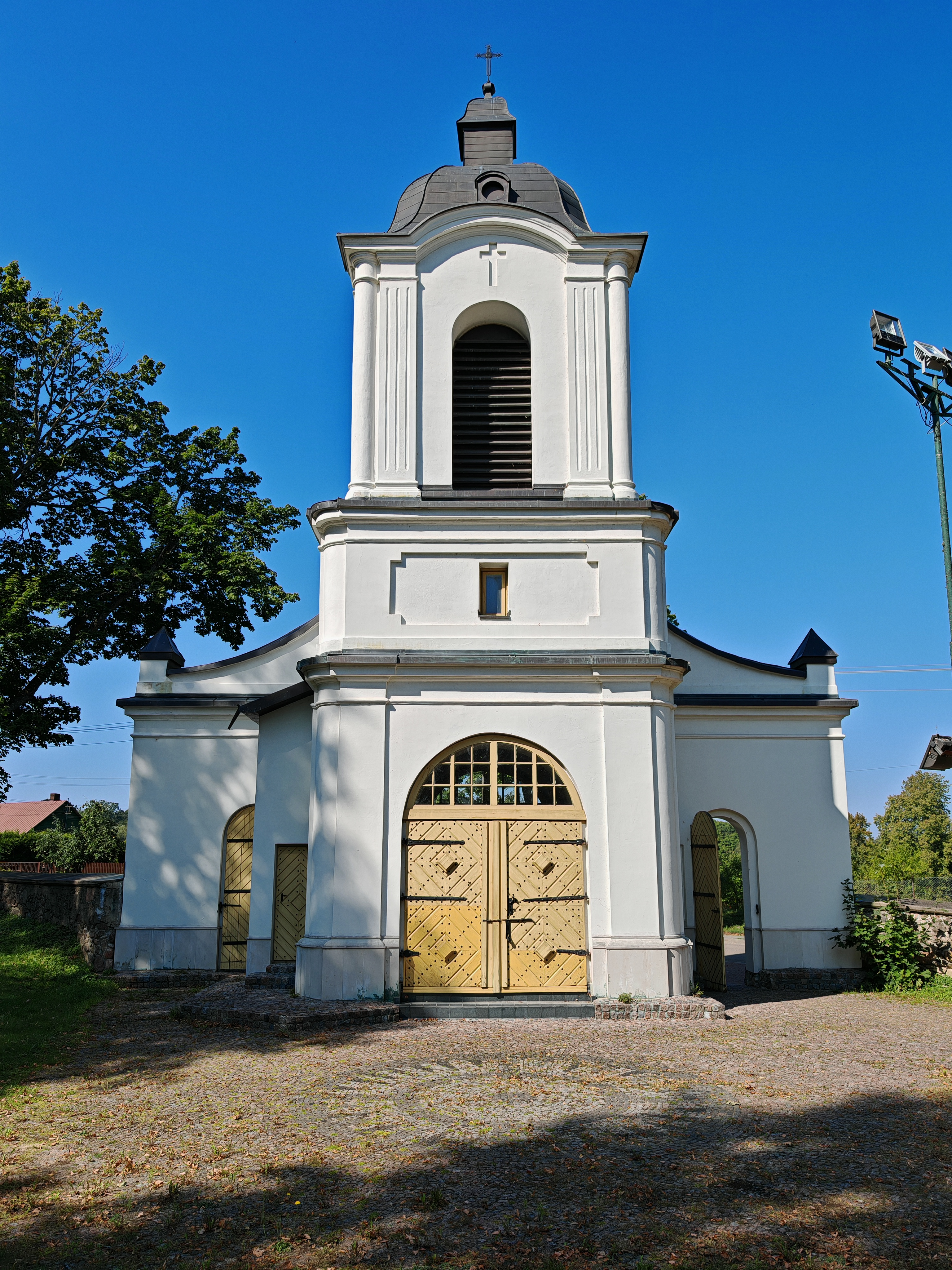
Dzwonnica bramna z XVIII wieku – najstarsza budowla Krynek
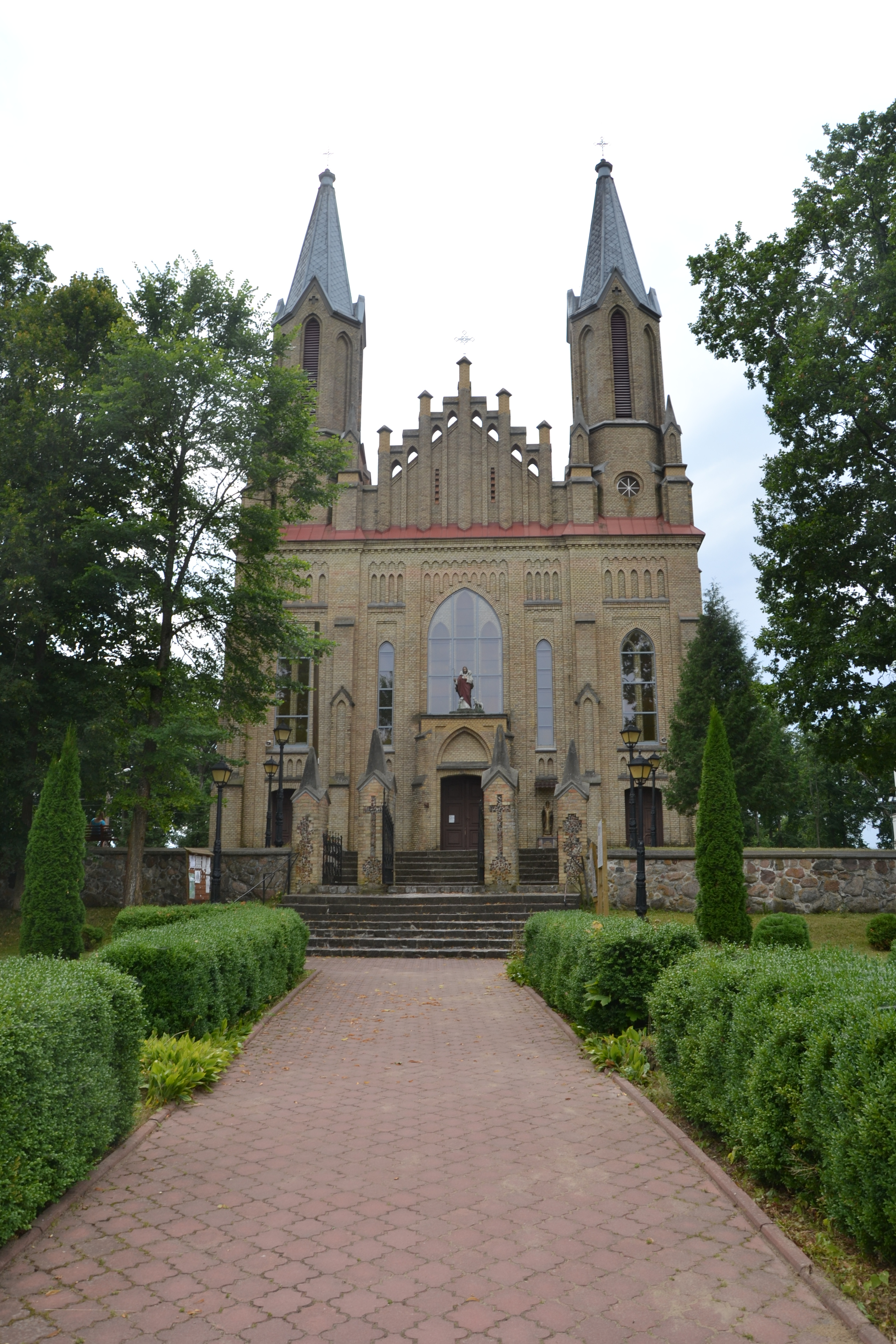
Kościół pw. św. Anny
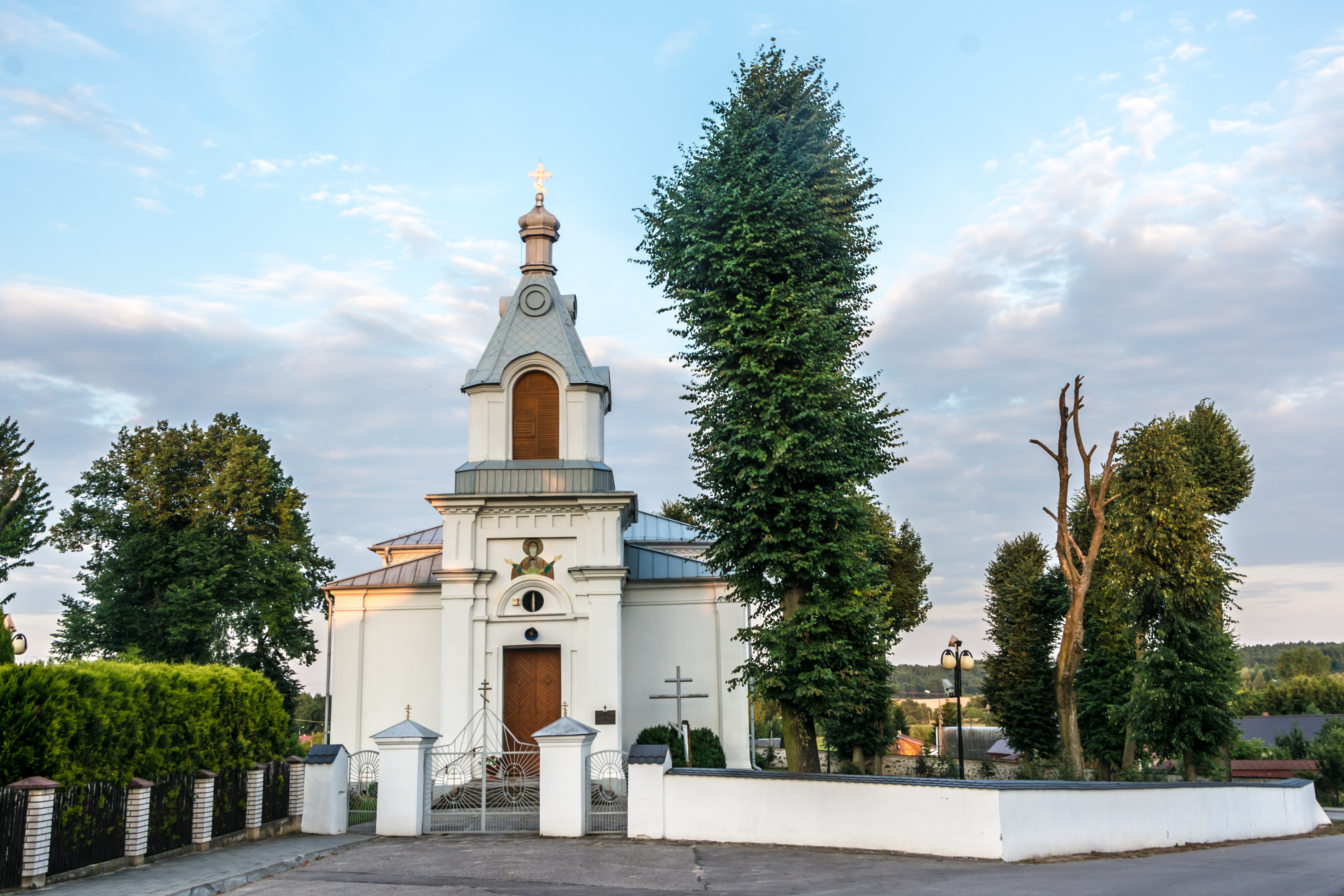
Cerkiew Narodzenia Przenajświętszej Bogurodzicy
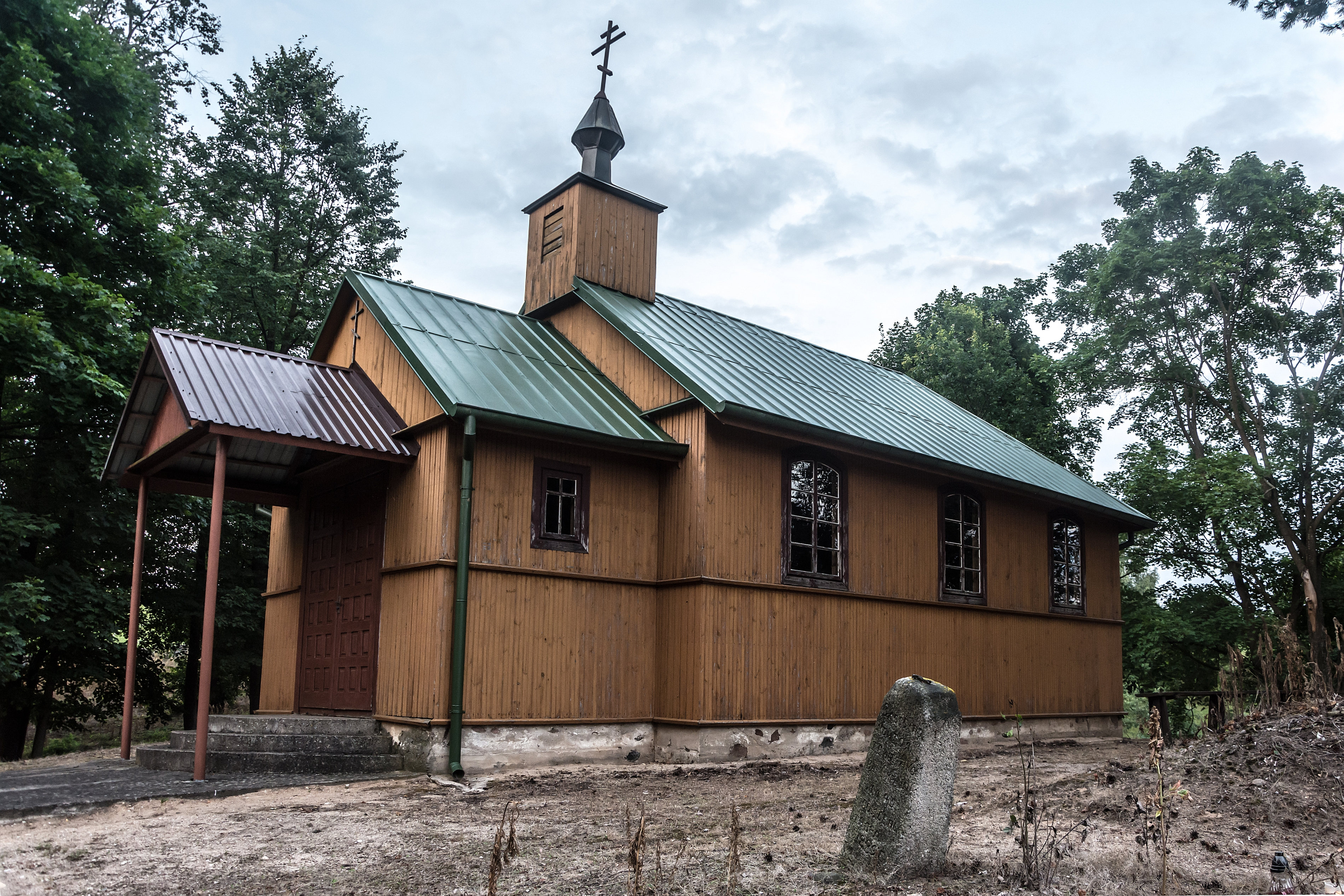
Cerkiew cmentarna św. Antoniego
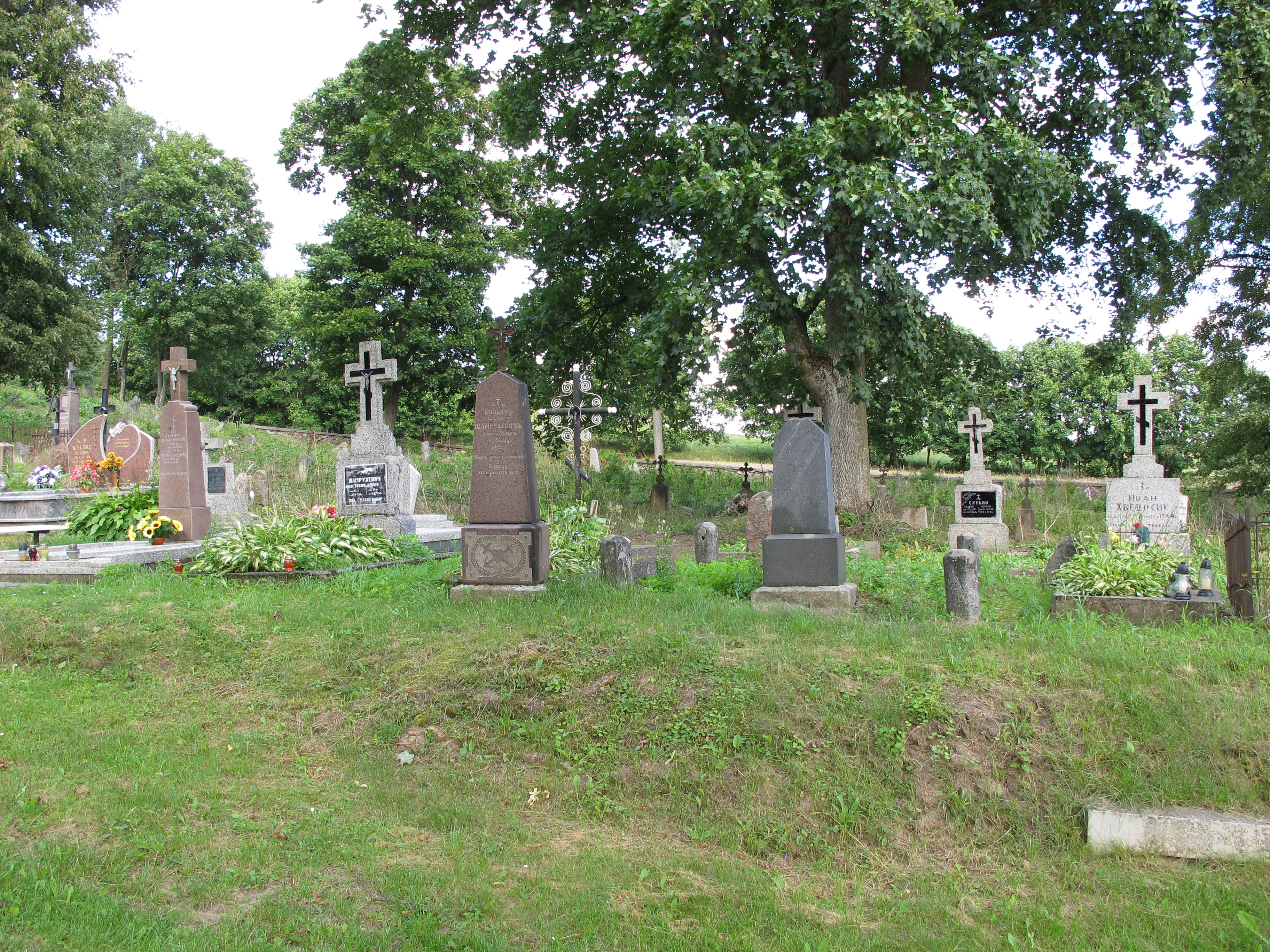
Cmentarz prawosławny
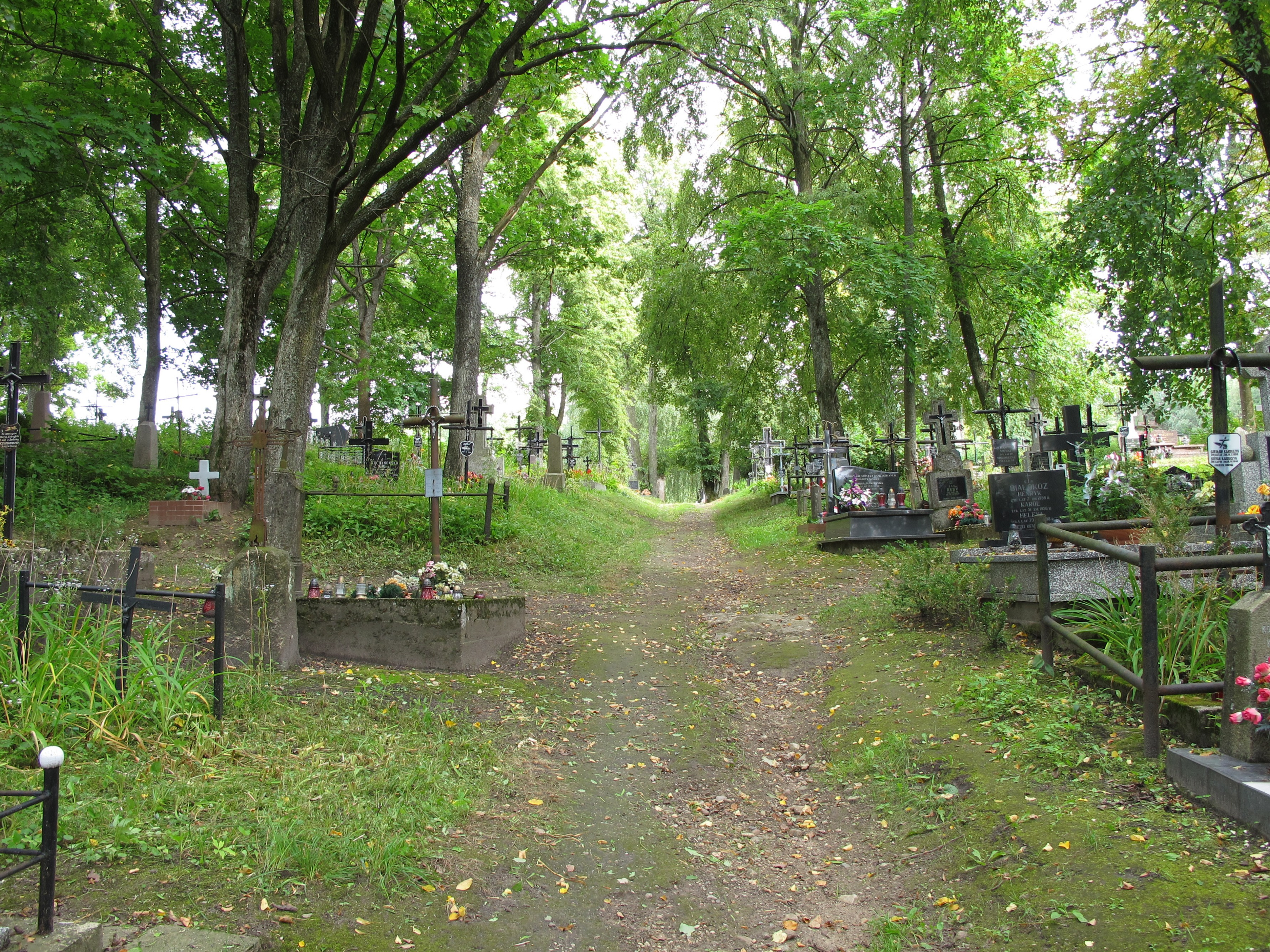
Cmentarz katolicki
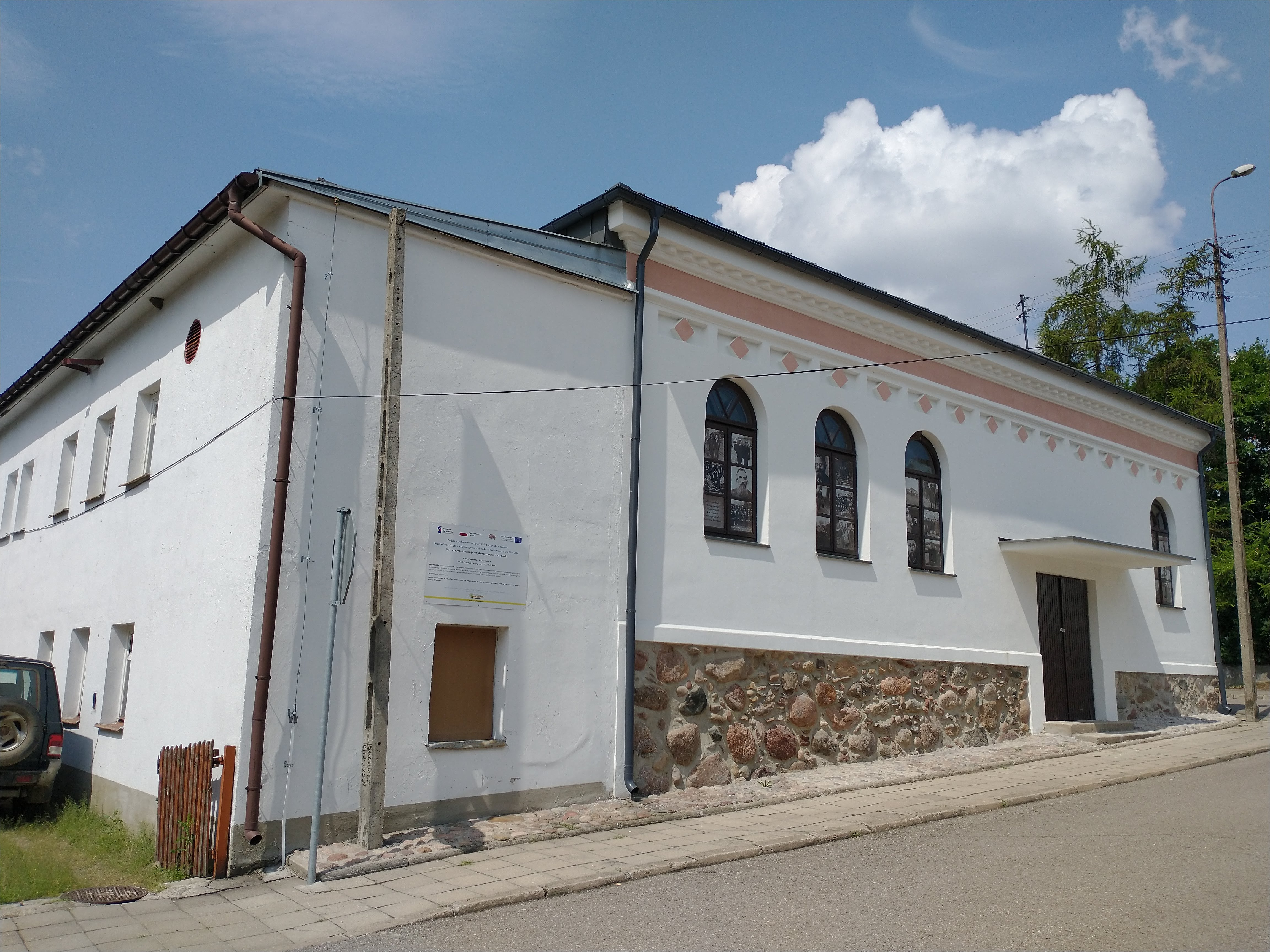
Synagoga kaukaska
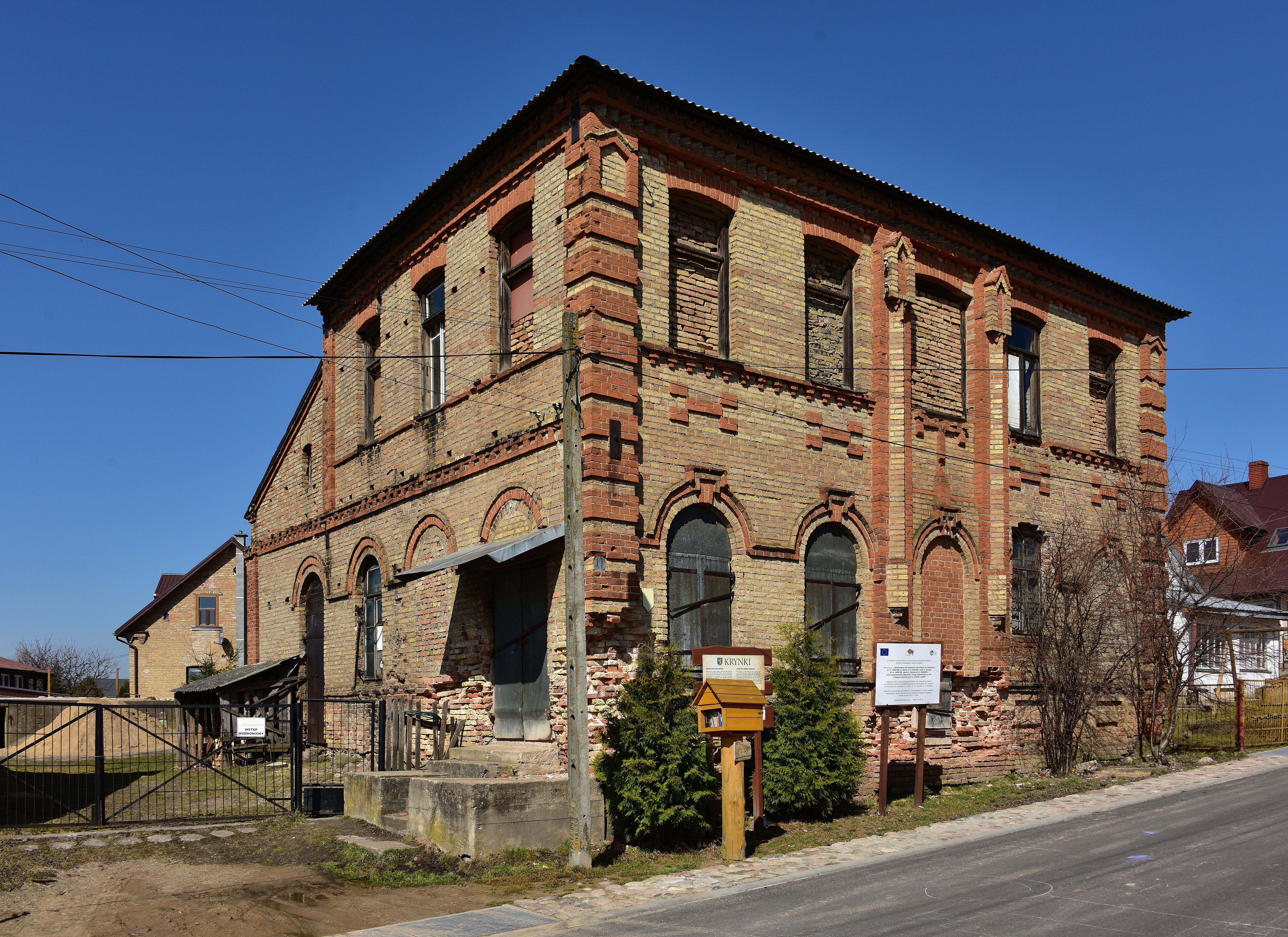
Synagoga chasydów ze Słonimia
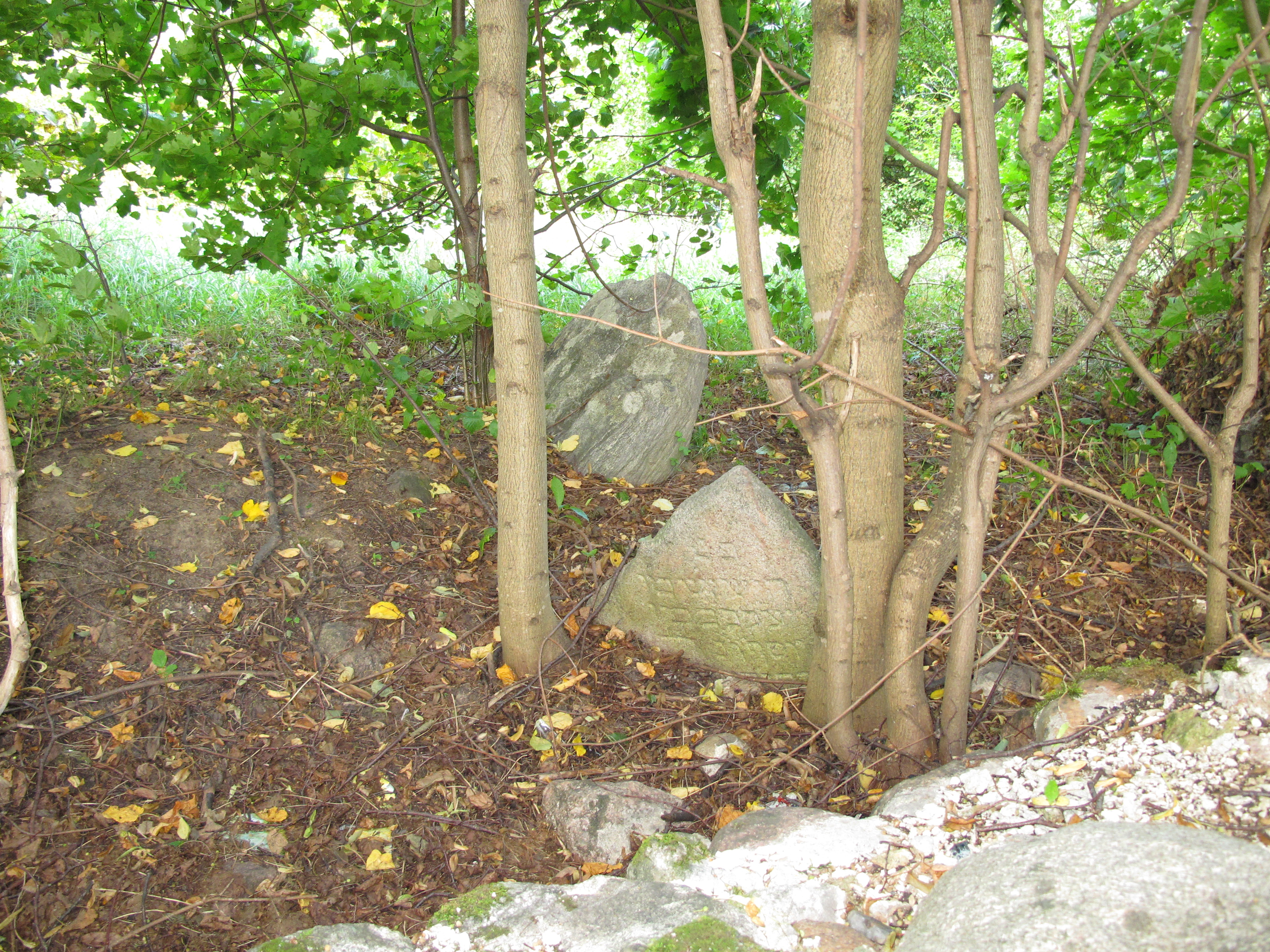
Macewy na cmentarzu żydowskim
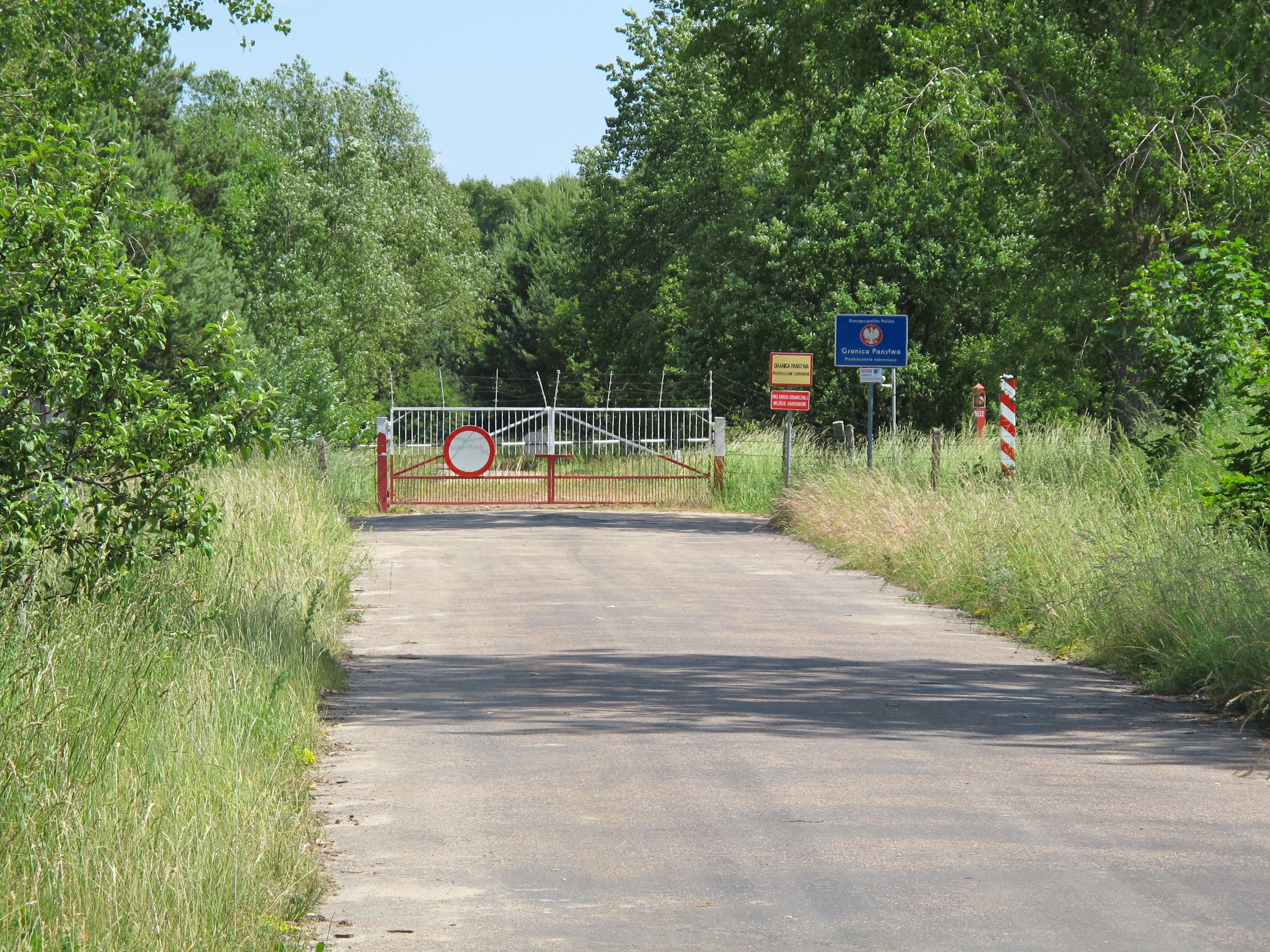
Granica polsko-białoruska w pobliżu miasta Krynki